# Piste Sihanouk
La piste Sihanouk était une route logistique au Cambodge utilisée par l'Armée populaire vietnamienne et le Front national de libération du Sud Viêt Nam durant la guerre du Viêt Nam (1960-1975). Elle fonctionnait sur le même modèle que la piste Hô Chi Minh. Les Américains tentèrent d'interrompre son utilisation à partir de 1969.

## Connexion avec Sihanoukville (1966-1968)
Le prince Norodom Sihanouk dirigeait le Cambodge depuis l'indépendance du pays acquise envers la France le 9 novembre 1953. Sihanouk considérait comme inévitable le triomphe des communistes en Asie du Sud-Est et que la force armée cambodgienne serait incapable de défaire la Nord-Viêt Nam même avec l'appui américain. Le 10 avril 1965, il rompit les relations diplomatiques du pays avec les États-Unis. Il se mit en quête d'un appui étranger auprès de la Chine autant du point de vue économique que politique.
Sihanouk fit un arrangement avec les Chinois : en octobre 1965, les ressources militaires du Nord-Viêt Nam commencèrent à transiter par le port cambodgien de Sihanoukville. De là, elles étaient acheminées dans les zones frontières jusqu'aux bases nord-vietnamiennes.

## Opération Menu (1969-1970)
Le 11 mai 1969, Sihanouk reprend les relations diplomatiques avec les États-Unis. Le 18 mars, Richard Nixon, qui avait anticipé cet événement, ordonna secrètement le bombardement par des B-52 des bases d'acheminement de la piste Sihanouk dans l'est du Cambodge, c'est l'opération Breakfast. Elle est suivie par les opérations Lunch, Snack, Dinner, Dessert et Supper qui consistent, pendant 14 mois, à 3 630 sorties de bombardiers. L'ensemble de ces opérations est baptisé opération Menu.

## Coup d'état de Lon Nol et prise du pouvoir par Pol Pot (1970-1975)
Le 18 mars 1970, alors que Sihanouk est en visite officielle à Moscou et Pékin, le prince est déposé par l'Assemblée nationale (Cambodge) qui annonce la création de la République Khmer. Le pouvoir tombe entre les mains du général Lon Nol. L'armée cambodgienne s'oppose alors au Nord-Viêt Nam avec l'aide des Américains pendant que le Nord-Viêt Nam soutient le gouvernement en exil et le Front uni national du Kampuchéa.
Le 27 janvier 1973, les accords de paix de Paris sont signés. Le 15 août, les bombardements américains au Cambodge s'arrêtent. En 1975, les Khmers Rouges menés par Pol Pot prennent le contrôle du pays. Son régime sera connu pour les crimes atroces qu'il a perpétré.